# Rudolf Bacher
Pour les articles homonymes, voir Bacher.

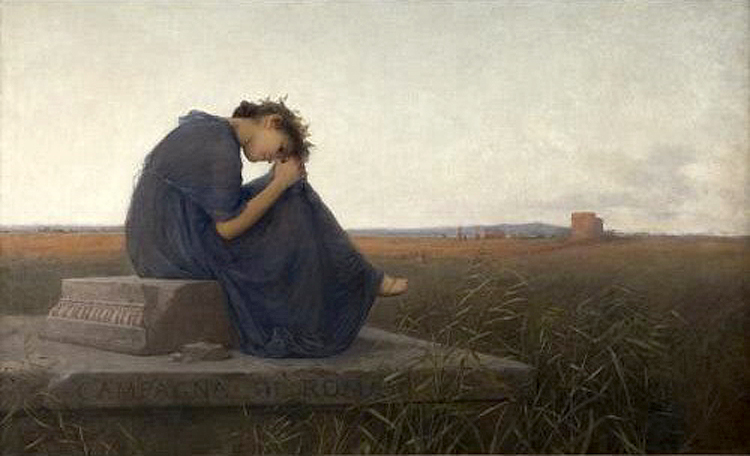
Grabmal der Caecilia Metella (1894).

Rudolf Bacher, né le 20 janvier 1862 à Vienne et mort le 16 avril 1945 dans la même ville, est un peintre et sculpteur autrichien.

## Biographie
Rudolf Bacher naît le 20 janvier 1862 à Vienne.
Il étudie à l'Académie des beaux-arts de Vienne de 1882 à 1888 sous la direction de Leopold Carl Müller. En 1886, il reçoit le prix de la Cour. Les premières peintures de Bacher sont principalement consacrées à des thèmes religieux. À partir de 1894, il est membre de la Künstlerhaus de Vienne.
En 1897, Bacher est l'un des membres fondateurs de la Sécession viennoise et en est le président en 1904/1905 et 1912-1914. En 1896, il reçoit une petite médaille d'or à l'Exposition internationale d'art de Berlin. Bacher contribue à de nombreux dessins et gravures sur bois pour le magazine Ver Sacrum. De 1903 à 1933, il est professeur à l'Académie des Beaux-Arts de Vienne. Plus tard, Bacher est surtout actif comme portraitiste, alors qu'en sculpture il préfère les sculptures d'animaux. À l'occasion de son 80ème anniversaire en 1942, Bacher reçoit la médaille Goethe pour l'art et la science et l'anneau d'honneur de la ville de Vienne. En 1943, il reçoit le prix Waldmüller. Rudolf Bacher est membre honoraire de l'Académie des Beaux-Arts de Vienne. Il est inhumé au cimetière de Sieveringer.